# Daniel Gustavsson (författare)
Daniel Tom Bruno Gustavsson, född 30 oktober 1977, i Mariehamn, Åland, är en svensk författare samt arbetar som bibliotekarie på Gävle stadsbibliotek. Han har jobbat i 12 år för Sveriges Radios P4 Gävleborg, samt skrivit artiklar och recensioner för både Bild & Bubbla Gefle Dagblad och Arbetarbladet. Han är lektör åt Bibliotekstjänst och skrivit ett flertal böcker samt medverkat i Snedtänkt.